# MVM Dome
Az MVM Dome multifunkcionális csarnok Budapest IX. kerületében, a népligeti buszpályaudvar mögötti területen, a Gyáli út és az Üllői út között található. Befogadóképessége sporteseményeken 20 028 fő, melynek köszönhetően Európa legnagyobb befogadóképességű kézilabda-arénája. Építése ún. design & build konstrukcióban készült, gördülő tervezéssel, így bár az építkezés 2019 szeptemberében elindult, 2020 közepéig nem volt végleges a sportcsarnok látványterve. A létesítményt 2021. december 16-án adták át a 2022-es férfi kézilabda-Európa-bajnokság főpróbájának szánt teszteseménnyel, amelyen könnyűzenei koncertet és a magyar kézilabdasport férfi és női játékosainak részvételével gálamérkőzést tartottak.

## Története

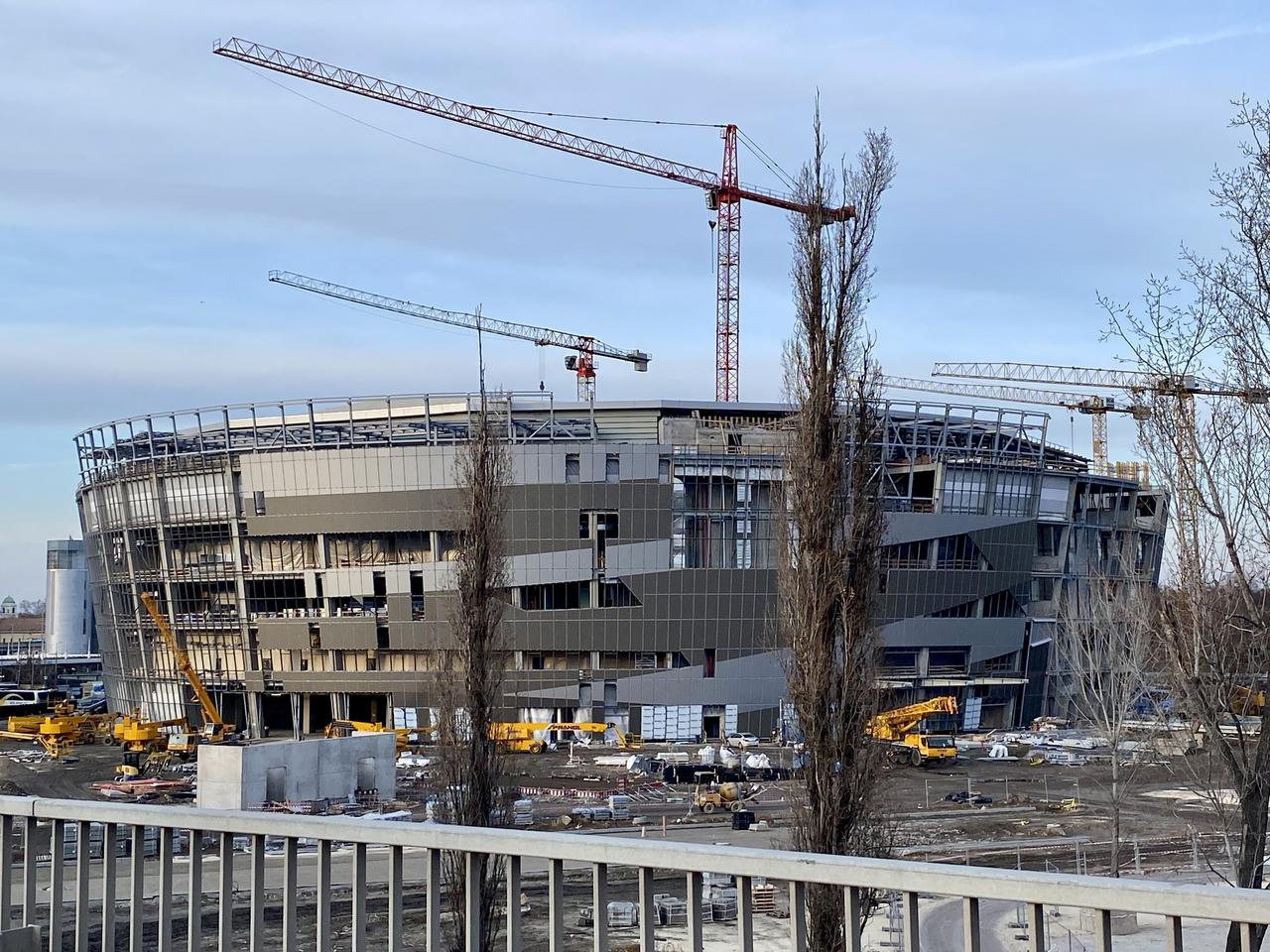
Az építés alatt álló csarnok 2021 februárjában

2018 júniusában, amikor Magyarország és Szlovákia elnyerte a rendezést, még a Papp László Budapest Sportaréna szerepelt a pályázati anyagban budapesti helyszínként. 2019 februárjában került először szóba, hogy egy új sportcsarnok épülhet az eseményre, és áprilisra jelölték ki hivatalosan a helyszínt, egy korábbi laktanya helyét. A projekt építésének összege 116 milliárd forint volt a közbeszerzéskor, végül nettó 78,7 (kb. bruttó 100) milliárd forintos szerződés került aláírásra, melybe nem számít bele a telekvásárlásért fizetett 13,6 milliárd forint, valamint az előkészületekre elköltött további 1,7 milliárd forint sem.

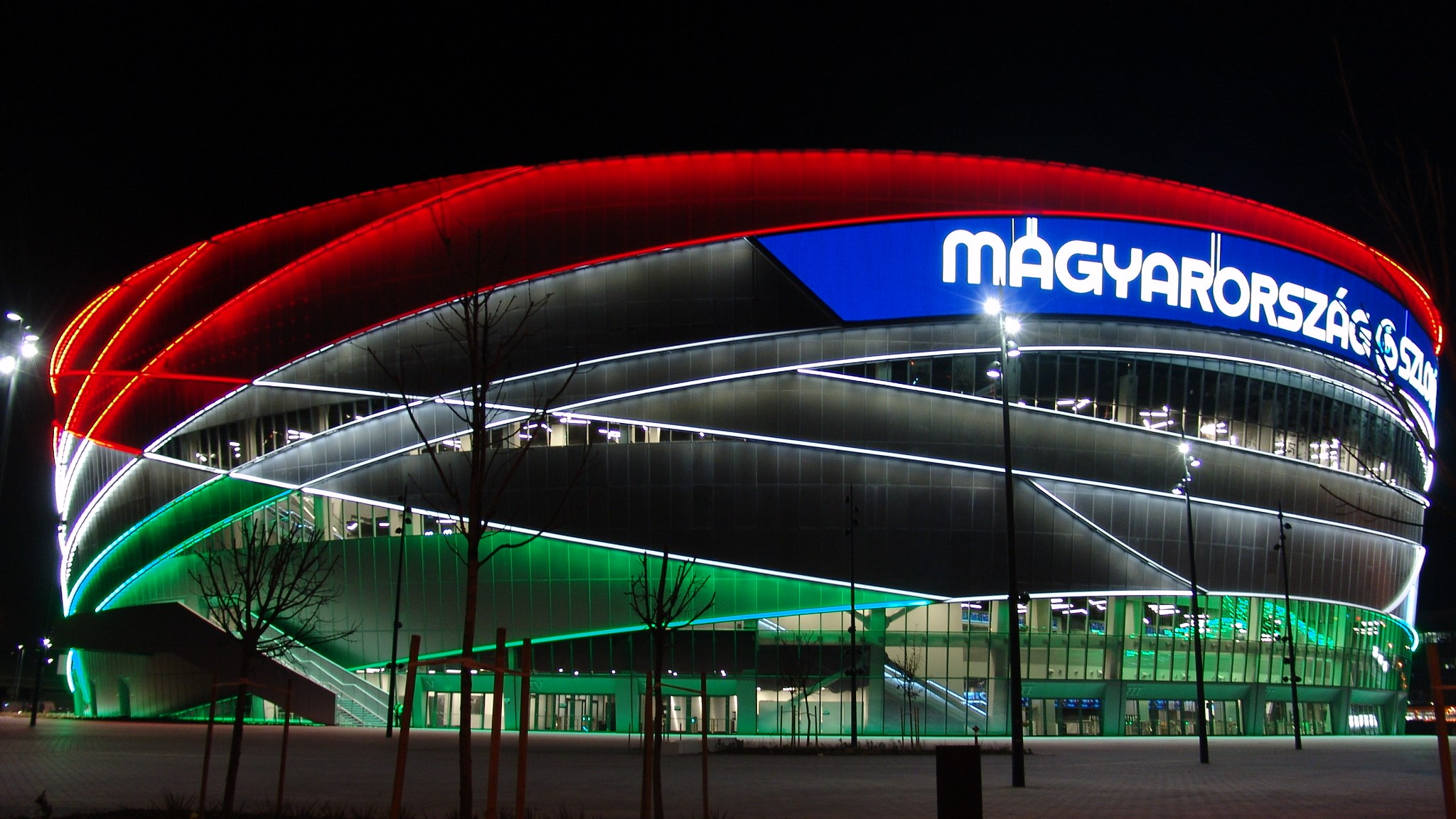
Az MVM Dome éjszakai megvilágításban

A tereprendezés után az építkezés 2019. november 29-én indult meg. 2020 júniusára nagyjából elkészült a 8 lépcsőház, és megkezdődött a lelátók szerkezetének építése. 2020 októberében kezdődött a tetőszerkezet építése. 2021 januárjában megindult a jegyértékesítés a 2022-es kézilabda Eb-re. Ekkor kezdődött az új aréna külső burkolatának felhelyezése.
Az akkor még névtelen építmény ünnepélyes átadására 2021. december 16-án került sor, az épületet Kocsis Máté, a Magyar Kézilabda-szövetség elnöke, Gulyás Gergely, a Miniszterelnökséget vezető miniszter, Kökény Beatrix, Európa-bajnok, olimpiai és világbajnoki ezüstérmes kézilabdázó, Éles József, magyar világválogatott, KEK-győztes, és EHF-bajnokok ligája döntős kézilabdázó és Faragó Tamás, olimpiai bajnok vízilabdázó avatta fel. A rendezvény Punnany Massif koncerttel és egy 2×15 perces Magyarország–Hungary-gálamérkőzéssel, a közelmúlt legnagyobb alakjainak közreműködésével zárult.
2022 január 4-én bejelentették, hogy a létesítmény neve az MVM Zrt. és a BMSK Zrt. együttműködése alapján MVM Dome lesz.
2022. február 15-től a sportcsarnok vagyonkezelője a Ferencvárosi TC. 2022 februárjától a csarnok üzemeltetését tíz éven át a Sportfive Hungary Kft. végzi.

## Megközelítése
- az M3-as metró Népliget állomása
- az 1-es és az 1A villamossal
- gépkocsival (a látogatók részére 800 parkolóhely áll rendelkezésre az őrzött parkolóban)
- 20 perc alatt a Liszt Ferenc repülőtérről,
- Az épületbe az Üllői út felől, illetve a parkolóhelyből lehet bejutni.
- A mellette lévő Népliget autóbusz-pályaudvarra érkező távolsági buszjáratokkal

## Események

### Koncertek, rendezvények

###### 2025
- Republic – február 1.
- Manuel – február 15.
- Bagossy Brothers Company - március 8.
- Irie Maffia - március 15.
- NOX - március 22.
- TNT - március 29.
- Kökény Attila - április 12.
- Hair koncert - április 15.
- Hungarikum Kavalkád, nóta és oprett est - április 20.
- David Garrett - április 30.
- Ibiza Symphonica - május 17.
- Ludovico Einaudi - május 26.
- Hungária - június 6, 7.
- Santana - június 11.
- Kovács Kati - június 13. (Az első magyar énekesnő akinek önálló koncertje volt itt.)
- Lionel Richie - június 17.
- Il Divo - június 25.
- Tom Jones - június 27.
- Jennifer Lopez - július 20.
- Robbie Williams - szeptember 12.
- Presser - október 10, 11.
- Azahriah - október 17, 18, 19.
- Katy Perry - október 27.
- The Offspring - október 31.
- Parkway Drive - november 8.
- Hans Zimmer - november 12.
- Il Volo - november 14.
- Electric Callboy - november 24.
- André Rieu - november 28, 29.
- Till Lindemann - december 2.
- Desh - December 19.

###### 2024
- Cirque du Soleil – február 8–11.
- Pogány Induló - március 2.
- James Blunt – március 5.
- Quimby – március 9.
- Majka – március 23.
- Loreena McKennitt – március 24.
- Depeche Mode – március 26.
- Carson Coma – április 6.
- Beton.Hofi – április 13.
- Slash – április 19.
- Lara Fabian – április 30.
- Thirty Seconds to Mars – május 16.
- Lord of the dance – május 24.
- Rod Stewart – június 22.
- Funky Fesztivál – június 27.
- Il Volo – október 10.
- Bryan Adams – október 14.
- Powerwolf Wolfsnächte Tour – október 22.
- André Rieu – november 9.
- Andrea Bocelli – november 23, 24.
- Kispál és a Borz - december 30.

###### 2023
- Michael Bublé – február 8.
- Plácido Domingo – március 4.
- Bagossy Brothers Company – március 11.
- $uicideboy$, Germ, Shakewell, Chetta és Ski Mask The Slump God - március 23.
- Majka – március 25.
- Roger Waters – április 23.
- Péter Bence – május 26.
- Mötley Crüe & Def Leppard – május 29.
- Tom Jones – július 1.
- Scott Bradlee's Postmodern Jukebox – október 17.
- 20 éves a Dumaszínház – november 25.
- Nagyferó és a Beatrice 45 – december 9.

###### 2022
- Hungarian darts show május 17.
- Enrique Iglesias – június 12.
- Egri csillagok október 20
- Volbeat – november 5.
- Budafoki Dohnányi Zenekar december 28.

### Sportesemények
- 2022-es férfi kézilabda-Európa-bajnokság (2022. január 13–30.)[20]
- Női EHF-bajnokok ligája négyes döntője 2022-től 2027-ig[21][22]
- Eurovit hokitavasz 2023. május 3–9.
- Hungarian Darts Trophy 2023. szeptember 22–24.
- Superenduro GP of Hungary – 2024. február 3.
- Harlem Globetrotters – 2024. március 6.
- Magyarország – Kanada jégkorongmérkőzés – 2024. május 7.
- Superenduro magyar nagydíj – 2025. február 8.
- Night of the jump, motocross – 2025. október 4.

### Jövőbeli események
- 2027-es női kézilabda-világbajnokság[23]